# Podbór (Głogów Małopolski)
Podbór – część Głogowa Małopolskiego. Do dnia 31 grudnia 2020 r. przysiółek wsi Rudna Mała, położony w Polsce, w województwie podkarpackim, w powiecie rzeszowskim, w gminie Głogów Małopolski. 
W pobliżu znajduje się przystanek kolejowy Rogoźnica koło Rzeszowa, a także kompleks leśny z rezerwatem przyrody Bór.